# Leesburg (Indiana)
Leesburg – miasto w Stanach Zjednoczonych, w stanie Indiana, w hrabstwie Kosciusko.